# Daria Špačková
Daria Špačková (* 22. srpna 1975, Havířov) je česká filmová a televizní producentka a výkonná ředitelka společnosti Lucky Man Films. Je dcerou odborníka na etiketu Ladislava Špačka a pražské zastupitelky Evy Špačkové. Její bratr Radim Špaček je filmový a televizní režisér.

## Život
Ve čtyřech letech se s rodinou přestěhovala do Prahy. Dětství strávila v rozhlasovém souboru DRDS, kde začala účinkovat především v rozhlasových hrách. Na festivalu Prix Bohemia byla oceněna za roli Tomíka ve hře Řekni Ř a řekni ne (1985). Postupně se i díky svému bratrovi, který studoval FAMU, začala sbližovat se světem filmu. První velkou zkušeností byla práce na debutu Viktora Tauše Kanárek, který vznikal za nestandardních nízkorozpočtových podmínek, ale díky soudržnosti a houževnatosti celého štábu se jej podařilo dotáhnout až k úspěšné premiéře v roce 1999. Následující dekádu strávila prací pro produkční společnost T.H.A. Ondřeje Trojana, většinou ve funkci vedoucí produkce (např. Želary), pod filmem Kráska v nesnázích je již podepsána jako výkonná producentka. Někdy okolo roku 2010 začíná spolupracovat s Davidem Ondříčkem, jejich prvním společným filmem je historické drama Ve stínu. Zatím nejúspěšnějším filmem, na kterém se v této pozici podílela, je Zátopek (8 Českých lvů).
Výrazná je i její stopa na poli televizní tvorby - zde je nepřehlédnutelnou položkou třídílná historická série Král Šumavy a šestnáctidílný seriál Mozaika.  

## Filmografie
- Měsíční údolí (1994) asistentka vedoucího výroby
- Mrtvej brouk (1998) zástupkyně vedoucího výroby
- Kanárek (1999) výkonná producentka, producentka
- Národ sobě aneb České moře v osmnácti přílivech (2003) vedoucí výroby
- Želary (2003) vedoucí produkce
- Horem Pádem (2004) vedoucí výroby
- Kráska v nesnázích (2006) výkonná producentka
- Zapomenuté transporty (2007-9) vedoucí výroby
- Ve stínu (2012) vedoucí produkce
- Martin a Venuše (2013) vedoucí produkce
- Deník Dity P. (2013-16)
- Ztraceni v Mnichově (2015) výkonná producentka
- Anthropoid (2016) výkonná producentka
- Single Lady (2017) scenáristka
- Zátopek (2021) výkonná producentka
- Grand Prix (2022) výkonná producentka
- Král Šumavy I-III (2022-24) producentka
- Mozaika (2024) producentka